# Nanortalik

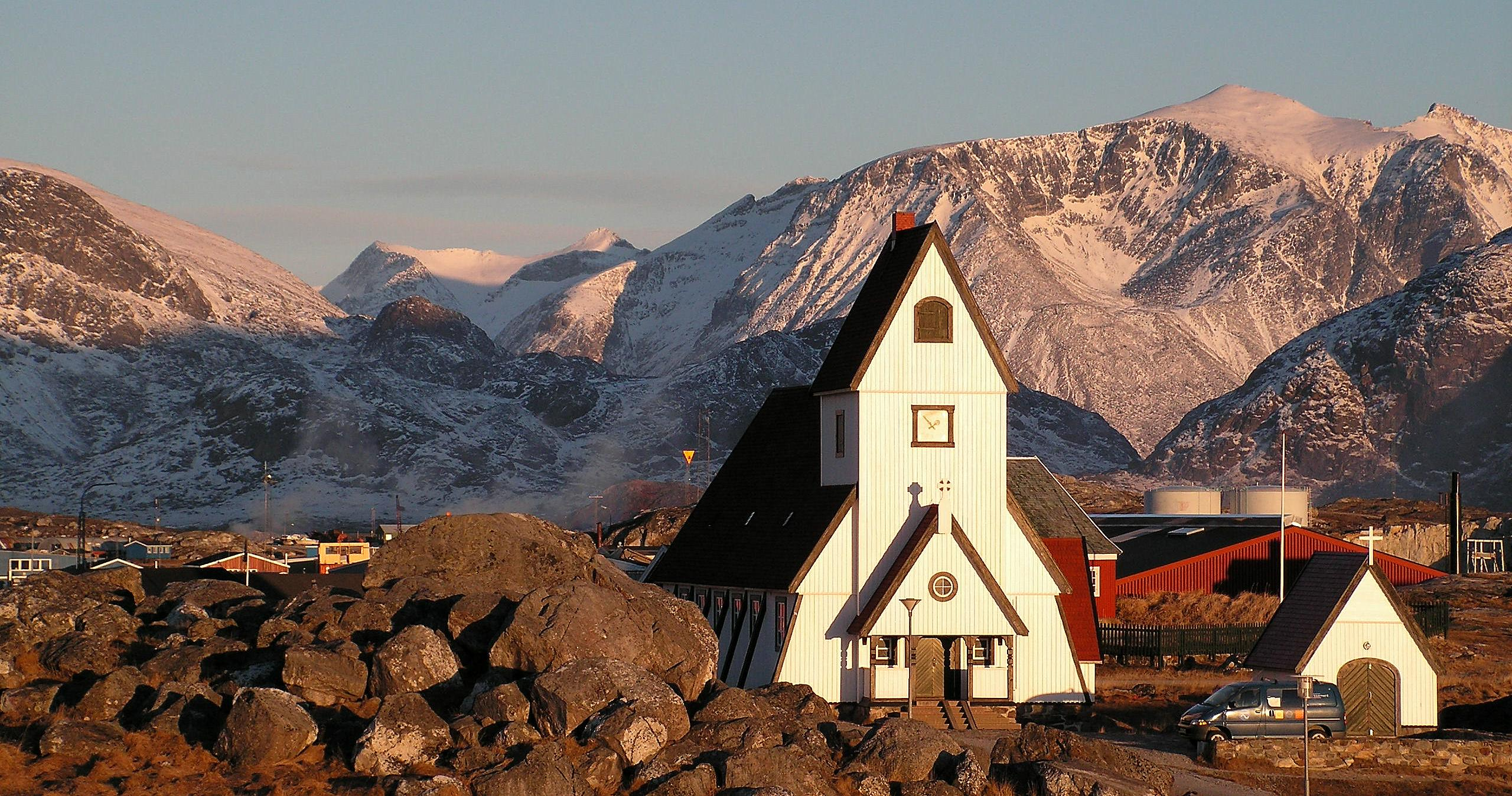
Chiesa di Nanortalik

Nanortalik è un piccolo centro di 1 072 abitanti. È situato nell'estremo sud della Groenlandia ed appartiene al comune di Kujalleq.
Si trova su di un'isoletta davanti alla bocca del fiordo di Tasermiut; l'isola ospita anche due piccole alture: il Quaqqarsuasik (559 m) e il Quassik (308 m). È il primo scalo delle navi in arrivo dall'Europa; i picchi innevati nei suoi pressi, che raggiungono i 2000 metri, sono meta di scalatori e alpinisti di tutto il mondo.
Il suo nome significa luogo con gli orsi e nonostante si trovi molto a sud rimane bloccata dai ghiacci per la maggior parte dell'anno fino alle soglie dell'estate, ed è quindi l'ultima città a "svegliarsi".
Nanortalik fu anche a capo di un comune, il comune di Nanortalik. Esso fu istituito il 18 novembre 1950, e cessò di esistere il 1º gennaio 2009 dopo la riforma che rivoluzionò il sistema di suddivisione interna groenlandese; il comune di Nanortalik si fuse con altri 2 comuni a formare l'attuale comune di Kujalleq.

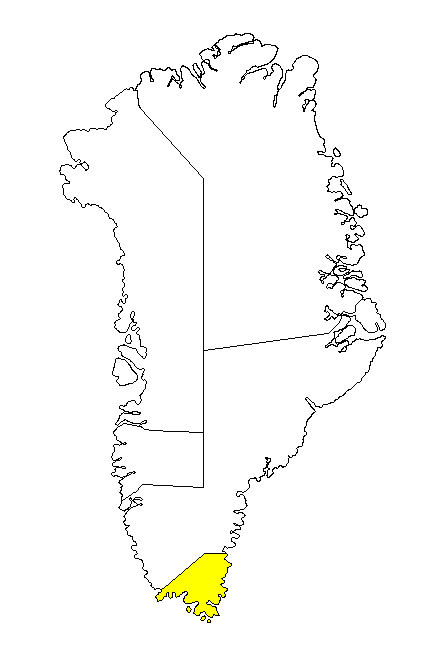
Comune di Kujalleq, dove si trova Nanortalik